# Zhifu
Zhifu är en ö och ett stadsdistrikt i Yantai i Shandong-provinsen i norra Kina, omkring 400 kilometer öster om provinshuvudstaden Jinan. 